# Список выставок ленинградских художников

Ленинградский Союз художников основан 2 августа 1932 года как Ленинградский Областной Союз советских художников; с 1959 года — Ленинградское отделение Союза художников РСФСР; с 1968 года — Ленинградская организация Союза художников РСФСР (ЛОСХ); с конца 1991 года после переименования Ленинграда в Санкт-Петербург носит название Санкт-Петербургский Союз художников.
Выставочная деятельность являлась неотъемлемой частью художественной жизни организации и её членов. В большинстве случаев при именовании выставок официально использовалось собирательное название художников — членов ЛОСХ: «ленинградские художники».
Настоящий список представляет основные выставочные события, связанные с демонстрацией работ художников Ленинграда за период с 1932 по 1991 годы. Так же в список вошли более поздние ретроспективные выставки, целиком посвящённые творческому наследию ленинградских художников.

## Текущие выставки (1932—1991)

### Выставки 50-х годов
| Выставка 1951 года | Выставка 1951 года |
| ------------------ | ------------------ |
| Каталог выставки   |                    |
| Место проведения   | Ленинград          |
| Время проведения   | 1951 год           |

| Весенняя выставка произведений ленинградских художников 1955 года | Весенняя выставка произведений ленинградских художников 1955 года |
| ----------------------------------------------------------------- | ----------------------------------------------------------------- |
| Место проведения                                                  | Ленинград                                                         |
| Время проведения                                                  | 1955 год                                                          |

| Осенняя выставка 1956 года | Осенняя выставка 1956 года |
| -------------------------- | -------------------------- |
| Каталог выставки           |                            |
| Место проведения           | Ленинград                  |
| Время проведения           | 1956 год                   |

| Выставка 1957 года | Выставка 1957 года |
| ------------------ | ------------------ |
| Каталог выставки   |                    |
| Место проведения   | Ленинград          |
| Время проведения   | 1957 год           |

### Выставки 60-х годов
| Выставка 1960 года в ЛОСХ | Выставка 1960 года в ЛОСХ |
| ------------------------- | ------------------------- |
| Каталог выставки          |                           |
| Место проведения          | Ленинград                 |
| Время проведения          | 1960 год                  |

| Выставка 1960 года в ГРМ | Выставка 1960 года в ГРМ |
| ------------------------ | ------------------------ |
| Место проведения         | Ленинград                |
| Время проведения         | 1960 год                 |

| Выставка 1961 года | Выставка 1961 года |
| ------------------ | ------------------ |
| Место проведения   | Ленинград          |
| Время проведения   | 1961 год           |

| Осенняя выставка 1962 года | Осенняя выставка 1962 года |
| -------------------------- | -------------------------- |
| Каталог выставки           |                            |
| Место проведения           | Ленинград                  |
| Время проведения           | 1962 год                   |

| Зональная выставка "Ленинград" | Зональная выставка "Ленинград" |
| ------------------------------ | ------------------------------ |
| Каталог выставки               |                                |
| Место проведения               | Ленинград                      |
| Время проведения               | 1964 год                       |

| Весенняя выставка 1965 года | Весенняя выставка 1965 года |
| --------------------------- | --------------------------- |
| Каталог выставки            |                             |
| Место проведения            | Ленинград                   |
| Время проведения            | 1965 год                    |

| Осенняя выставка 1968 года | Осенняя выставка 1968 года |
| -------------------------- | -------------------------- |
| Каталог выставки           |                            |
| Место проведения           | Ленинград                  |
| Время проведения           | 1968 год                   |

| Весенняя выставка 1969 года | Весенняя выставка 1969 года |
| --------------------------- | --------------------------- |
| Каталог выставки            |                             |
| Место проведения            | Ленинград                   |
| Время проведения            | 1969 год                    |

### Выставки 70-х годов
| Выставка 1970 года | Выставка 1970 года |
| ------------------ | ------------------ |
| Каталог выставки   |                    |
| Место проведения   | Ленинград          |
| Время проведения   | 1970 год           |

| Осенняя выставка 1970 года | Осенняя выставка 1970 года |
| -------------------------- | -------------------------- |
| Каталог выставки           |                            |
| Место проведения           | Ленинград                  |
| Время проведения           | 1970 год                   |

| "Наш современник" 1971 года | "Наш современник" 1971 года |
| --------------------------- | --------------------------- |
| Каталог выставки            |                             |
| Место проведения            | Ленинград                   |
| Время проведения            | 1971 год                    |

| Выставка 1972 года | Выставка 1972 года |
| ------------------ | ------------------ |
| Каталог выставки   |                    |
| Место проведения   | Ленинград          |
| Время проведения   | 1972 год           |

| "Наш современник" 1972 года | "Наш современник" 1972 года |
| --------------------------- | --------------------------- |
| Каталог выставки            |                             |
| Место проведения            | Ленинград                   |
| Время проведения            | 1972 год                    |

| Весенняя выставка 1973 года | Весенняя выставка 1973 года |
| --------------------------- | --------------------------- |
| Каталог выставки            |                             |
| Место проведения            | Ленинград                   |
| Время проведения            | 1973 год                    |

| Натюрморт. Выставка 1973 года | Натюрморт. Выставка 1973 года |
| ----------------------------- | ----------------------------- |
| Каталог выставки              |                               |
| Место проведения              | Ленинград                     |
| Время проведения              | 1973 год                      |

| «Наш современник» 1975 года | «Наш современник» 1975 года |
| --------------------------- | --------------------------- |
| Каталог выставки            |                             |
| Место проведения            | Ленинград                   |
| Время проведения            | 1975 год                    |

| Выставка художников-женщин | Выставка художников-женщин |
| -------------------------- | -------------------------- |
| Каталог выставки           |                            |
| Место проведения           | Ленинград                  |
| Время проведения           | 1975 год                   |

| Выставка "Изобразительное искусство Ленинграда" | Выставка "Изобразительное искусство Ленинграда" |
| ----------------------------------------------- | ----------------------------------------------- |
| Место проведения                                | Москва                                          |
| Время проведения                                | 1976 год                                        |

| "Портрет современника" | "Портрет современника" |
| ---------------------- | ---------------------- |
| Каталог выставки       |                        |
| Место проведения       | Ленинград              |
| Время проведения       | 1976 год               |

| Выставка 1977 года | Выставка 1977 года |
| ------------------ | ------------------ |
| Каталог выставки   |                    |
| Место проведения   | Ленинград          |
| Время проведения   | 1977 год           |

| Осенняя выставка 1978 года | Осенняя выставка 1978 года |
| -------------------------- | -------------------------- |
| Каталог выставки           |                            |
| Место проведения           | Ленинград                  |
| Время проведения           | 1978 год                   |

### Выставки 80-х годов
| Реквизиты выставки                                                                                 | Масштаб выставки |
| -------------------------------------------------------------------------------------------------- | --- |
| Зональная выставка 1980 года Каталог выставки Место проведения Ленинград Время проведения 1980 год | Выставка проходила с 10 сентября по 9 ноября 1980 года в Ленинграде в Центральном выставочном зале «Манеж» и в Выставочных залах ЛОСХ РСФСР и позиционировалась как крупнейшая экспозиция изобразительного искусства Ленинграда за пятилетие. Экспонировалось около 2000 произведений 920 авторов. Организацией и подготовкой выставки занимался специально созданный выставочный комитет в составе 55 человек под председательством скульптора Юрия Лоховинина. - В разделе живописи экспонировались произведения 326 авторов. - По разделу скульптуры экспонировались произведения 143 авторов. - По разделу графики экспонировались произведения 193 авторов, в том числе в экспозиции «Плакат» — 17 авторов и в экспозиции «Боевой карандаш» — 16 авторов. - В разделе декорационного искусства театра и кино экспонировались произведения 84 авторов. - В разделе декоративно-прикладного искусства (дерево, керамика, металл, ювелирные изделия, стекло, текстиль, фарфор, фаянс) экспонировались произведения 174 авторов. |
| Зональная выставка 1980 года                                                                       | |
| Каталог выставки                                                                                   | |
| Место проведения                                                                                   | Ленинград |
| Время проведения                                                                                   | 1980 год |

## Выставки фронтовиков (1943—1945)
| Выставка 1943 года                                                   | Выставка 1943 года |
| -------------------------------------------------------------------- | ------------------ |
| «Выставка произведений художников-фронтовиков Ленинградского фронта» |                    |
| Место проведения                                                     | Ленинград          |
| Время проведения                                                     | 1943 год           |

| Выставка 1944 года                                                   | Выставка 1944 года |
| -------------------------------------------------------------------- | ------------------ |
| «Выставка произведений художников-фронтовиков Ленинградского фронта» |                    |
| Место проведения                                                     | Ленинград          |
| Время проведения                                                     | 1944 год           |

| Выставка 1945 года                                                   | Выставка 1945 года |
| -------------------------------------------------------------------- | ------------------ |
| «Выставка произведений художников-фронтовиков Ленинградского фронта» |                    |
| Место проведения                                                     | Ленинград          |
| Время проведения                                                     | 1945 год           |

## Выставки ветеранов (до 1991)
| Выставка ветеранов 1973 года                                                                           | Выставка ветеранов 1973 года |
| --- | ---------------------------- |
| «Выставка произведений ленинградских художников ветеранов Великой Отечественной войны 1941—1945 годов» |                              |
| Место проведения                                                                                       | Ленинград                    |
| Время проведения                                                                                       | 1973 год                     |
| Куратор                                                                                                | ЛОСХ РСФСР                   |

| Выставка ветеранов 1978 года                                                         | Выставка ветеранов 1978 года     |
| ------------------------------------------------------------------------------------ | -------------------------------- |
| «Выставка произведений художников — ветеранов Великой Отечественной войны. 1978 год» |                                  |
| Место проведения                                                                     | Ленинград                        |
| Время проведения                                                                     | 1978 год                         |
| Куратор                                                                              | ЛОСХ РСФСР, Совет ветеранов ЛОСХ |

| Выставка ветеранов 1981 года                                                    | Выставка ветеранов 1981 года                                  |
| ------------------------------------------------------------------------------- | ------------------------------------------------------------- |
| «Выставка произведений художников ветеранов Великой Отечественной войны - 1981» |                                                               |
| Место проведения                                                                | Ленинград                                                     |
| Время проведения                                                                | 1981 год                                                      |
| Куратор                                                                         | ЛОСХ РСФСР, Совет ветеранов ВОВ, Дирекция выставок ЛОХВ РСФСР |

| Выставка ветеранов 1983 года                                                                                        | Выставка ветеранов 1983 года                                   |
| --- | -------------------------------------------------------------- |
| «Выставка произведений художников участников Великой Отечественной войны. Май 1983 (живопись, графика, скульптура)» |                                                                |
| Место проведения | Ленинград                                                      |
| Время проведения | 1983 год                                                       |
| Куратор | ЛОСХ РСФСР, Совет ветеранов ЛОСХ, Дирекция выставок ЛОХВ РСФСР |

| Выставка ветеранов 1986 года                                                                               | Выставка ветеранов 1986 года             |
| --- | ---------------------------------------- |
| «Выставка произведений ленинградских художников ветеранов Великой Отечественной войны. Ленинград 1986 год» |                                          |
| Место проведения                                                                                           | Ленинград                                |
| Время проведения                                                                                           | 1986 год                                 |
| Куратор | ЛОСХ РСФСР, Дирекция выставок ЛОХФ РСФСР |

| Выставка ветеранов 1987 года                                                             | Выставка ветеранов 1987 года |
| ---------------------------------------------------------------------------------------- | ---------------------------- |
| «Выставка произведений художников ветеранов Великой Отечественной войны. Ленинград 1987» |                              |
| Место проведения                                                                         | Ленинград                    |
| Время проведения                                                                         | 1987 год                     |
| Куратор                                                                                  | ЛОСХ РСФСР                   |

## Областные выставки (до 1991)
| Выставка 1973 года                                                                 | Выставка 1973 года |
| ---------------------------------------------------------------------------------- | ------------------ |
| «Выставка этюдов художников Дома творчества «Старая Ладога» (март-апрель 1973 г.)» |                    |
| Место проведения                                                                   | Старая Ладога      |
| Время проведения                                                                   | 1973 год           |
| Куратор                                                                            | ЛОСХ РСФСР         |

| Выставка 1974 года                                                                                 | Выставка 1974 года |
| -------------------------------------------------------------------------------------------------- | ------------------ |
| «Выставка этюдов и рисунков художников Дома творчества «Старая Ладога» (сентябрь-октябрь 1974 г.)» |                    |
| Место проведения                                                                                   | Старая Ладога      |
| Время проведения                                                                                   | 1974 год           |
| Куратор                                                                                            | ЛОСХ СССР          |

## Выставки-ретроспективы (с 1992)
| Выставка 1994 года | Выставка 1994 года |
| ------------------ | ------------------ |
| Место проведения   | Санкт-Петербург    |
| Время проведения   | 1994 год           |

| Выставка «Этюд...» | Выставка «Этюд...» |
| ------------------ | ------------------ |
| Место проведения   | Санкт-Петербург    |
| Время проведения   | 1994 — 1995        |

| Выставка «Лирика...» | Выставка «Лирика...» |
| -------------------- | -------------------- |
| Место проведения     | Санкт-Петербург      |
| Время проведения     | 1995 год             |

| Выставка 1996 года | Выставка 1996 года |
| ------------------ | ------------------ |
| Место проведения   | Санкт-Петербург    |
| Время проведения   | 1996 год           |

| Выставка «Натюрморт…»     | Выставка «Натюрморт…» |
| ------------------------- | --------------------- |
| С. Осипов. Васильки. 1976 |                       |
| Место проведения          | Санкт-Петербург       |
| Время проведения          | 1997 год              |

| Выставка «Памяти учителя» | Выставка «Памяти учителя» |
| ------------------------- | ------------------------- |
| Место проведения          | Санкт-Петербург           |
| Время проведения          | 1997 год                  |

## Зарубежные выставки
| Выставка «Русские художники»                                | Выставка «Русские художники» |
| ----------------------------------------------------------- | ---------------------------- |
| «РУССКИЕ ХУДОЖНИКИ peinture russe» (русская школа живописи) |                              |
| Место проведения                                            | Париж                        |
| Время проведения                                            | 16—18 февраля 1991 года      |

| Список выставок ленинградских художников | Список выставок ленинградских художников                                               |
| ---------------------------------------- | -------------------------------------------------------------------------------------- |
| Куратор                                  | (фр. Expert M. Vladimir Kaplunov).                                                     |
| Участники                                | Участвовали 66 художников — членов ЛОСХ РСФСР. Экспонировалось 242 живописных полотна. |

| Выставка «Русские художники»                                | Выставка «Русские художники» |
| ----------------------------------------------------------- | ---------------------------- |
| «РУССКИЕ ХУДОЖНИКИ peinture russe» (русская школа живописи) |                              |
| Место проведения                                            | Париж                        |
| Время проведения                                            | 25—26 апреля 1991 года       |

| Список выставок ленинградских художников | Список выставок ленинградских художников                                               |
| ---------------------------------------- | -------------------------------------------------------------------------------------- |
| Куратор                                  | (фр. Expert M. Vladimir Kaplunov).                                                     |
| Участники                                | Участвовали 58 художников — членов ЛОСХ РСФСР. Экспонировалось 253 живописных полотна. |

| Выставка «Русские шедевры»         | Выставка «Русские шедевры» |
| ---------------------------------- | -------------------------- |
| «Charmes Russes» (русские шедевры) |                            |
| Место проведения                   | Париж                      |
| Время проведения                   | 7—9 декабря 1991 года      |

| Список выставок ленинградских художников | Список выставок ленинградских художников                                             |
| ---------------------------------------- | ------------------------------------------------------------------------------------ |
| Куратор                                  | (фр. Experts: Mme Natalia Varchakova, M. Slava Saveliev; Eugene Krianine).           |
| Участники                                | Участвовали 52 художника — члена ЛОСХ РСФСР. Экспонировалось 238 живописных полотен. |

| Выставка «Санкт-Петербургская школа»                     | Выставка «Санкт-Петербургская школа» |
| -------------------------------------------------------- | ------------------------------------ |
| «ECOLE DE SAINT-PETERSBOURG» (Санкт-Петербургская школа) |                                      |
| Место проведения                                         | Париж                                |
| Время проведения                                         | 25—27 января 1992 года               |

| Список выставок ленинградских художников | Список выставок ленинградских художников                                                              |
| ---------------------------------------- | --- |
| Куратор                                  | (фр. Expert M. Vladimir Kaplunov; Consultants experts russes — Gregori Kaplunov, Youlia Svistounova). |
| Участники                                | Участвовали 61 художник — члены ЛОСХ РСФСР. Экспонировалось 229 живописных полотен.                   |

| Выставка «Санкт-Петербургская школа»                     | Выставка «Санкт-Петербургская школа» |
| -------------------------------------------------------- | ------------------------------------ |
| «ECOLE DE SAINT-PETERSBOURG» (Санкт-Петербургская школа) |                                      |
| Место проведения                                         | Париж                                |
| Время проведения                                         | 12—13 марта 1992 года                |

| Список выставок ленинградских художников | Список выставок ленинградских художников                                                              |
| ---------------------------------------- | --- |
| Куратор                                  | (фр. Expert M. Vladimir Kaplunov; Consultants experts russes — Gregori Kaplunov, Youlia Svistounova). |
| Участники                                | Участвовали 56 художников — членов ЛОСХ РСФСР. Экспонировалось 222 живописных полотна.                |

| Выставка «Русские художники»           | Выставка «Русские художники» |
| -------------------------------------- | ---------------------------- |
| «Peintures Russes — РУССКИЕ ХУДОЖНИКИ» |                              |
| Место проведения                       | Брюссель                     |
| Время проведения                       | 10—22 февраля 1993 года      |

| Список выставок ленинградских художников | Список выставок ленинградских художников                                            |
| ---------------------------------------- | ----------------------------------------------------------------------------------- |
| Куратор                                  | (фр. Expert M. Vladimir Kaplunov).                                                  |
| Участники                                | Участвовали 81 художник — члены ЛОСХ РСФСР. Экспонировалось 150 живописных полотен. |

### Каталоги выставок

#### 50-е годы
- Выставка произведений ленинградских художников 1951 года. Каталог. — Л. : Лениздат, 1951.
- Весенняя выставка произведений ленинградских художников. 1955 год. Каталог. — Л. : ЛОСХ, 1956.
- Осенняя выставка произведений ленинградских художников. 1956 год. Каталог. — Л. : Ленинградский художник, 1958.
- 1917—1957. Выставка произведений ленинградских художников. Каталог. — Л. : Ленинградский художник, 1958. — 115 с.

#### 60-е годы
- Выставка произведений ленинградских художников 1960 года. Каталог. — Л. : Художник РСФСР, 1963. — 64 с.
- Выставка произведений ленинградских художников. Каталог. 1960. — Л. : Художник РСФСР, 1961. — 168 с.
- Выставка произведений ленинградских художников 1961 года. Каталог. — Л. : Художник РСФСР, 1964.
- Осенняя выставка произведений ленинградских художников 1962 года. Каталог. — Л. : Художник РСФСР, 1962.
- Зональная выставка «Ленинград». Каталог. 1964. — Л. : Художник РСФСР, 1965. — 252 с.
- Каталог весенней выставки произведений ленинградских художников 1965 года. — Л. : Художник РСФСР, 1970. — 108 с.
- Осенняя выставка произведений ленинградских художников 1968 года. Каталог. — Л. : Художник РСФСР, 1971. — 104 с.
- Каталог весенней выставки произведений ленинградских художников 1969 года. — Л. : Художник РСФСР, 1970. — 108 с.

#### 70-е годы
- Выставка произведений ленинградских художников, посвящённая 25-летию Победы над фашистской Германией. Каталог. — Л. : Художник РСФСР, 1972.
- Осенняя выставка произведений ленинградских художников 1970 года. Каталог. — Л. : Художник РСФСР, 1972. — 48 с.
- Наш современник. Выставка произведений ленинградских художников 1971 года. Каталог. — Л. : Художник РСФСР, 1972.
- Весенняя выставка произведений ленинградских художников. Каталог. — Л. : Художник РСФСР, 1974. — 34 с.
- Натюрморт. Выставка произведений ленинградских художников 1973 года. Живопись. Графика. Каталог. — Л. : Художник РСФСР, 1973. — 16 с.
- Выставка произведений художников Ленинграда 1972 года «По родной стране». Каталог. — Л. : Художник РСФСР, 1974. — 96  с.
- «Наш современник». Вторая выставка произведений ленинградских художников. Живопись. Графика. Скульптура. 1972 год. Каталог. — Л. : Художник РСФСР, 1973.
- Зональная выставка произведений ленинградских художников «Наш современник». Каталог. 1975 год. — Л. : Художник РСФСР, 1980. — 100 с.
- Выставка произведений художников-женщин Ленинграда 1975 года. Каталог. — Л. : Художник РСФСР, 1979.
- Изобразительное искусство Ленинграда. Каталог выставки. — Л. : Художник РСФСР, 1976.
- Пятая выставка произведений ленинградских художников «Портрет современника». Каталог (1976). — Л. : Художник РСФСР, 1983. — 49 с.
- Выставка произведений ленинградских художников, посвящённая 60-летию Великого Октября. Каталог. — Л. : Художник РСФСР, 1982.
- Осенняя выставка произведений ленинградских художников 1978 года. Каталог. — Л. : Художник РСФСР, 1983. — 44 с.
- Выставка произведений ленинградских художников ветеранов Великой Отечественной войны 1941—1945 годов. 1973. Каталог. — Л. : Художник РСФСР, 1973. — 40 с.
- Выставка произведений художников — ветеранов Великой Отечественной войны. 1978 : каталог-буклет / ЛОСХ РСФСР. — Л., 1978. — 500 экз.
- Выставка этюдов художников Дома творчества «Старая Ладога» (март-апрель 1973 г.) : каталог-буклет / ЛОСХ РСФСР. — В., 1973. — 200 экз.
- Выставка этюдов и рисунков художников Дома творчества «Старая Ладога» (сентябрь-октябрь 1974 г.) : каталог-буклет / ЛОСХ СССР. — Волх., 1974.

#### 80-е годы
- Зональная выставка произведений ленинградских художников 1980 года. Каталог. — Л. : Художник РСФСР, 1983. — 80 с.
- Выставка произведений художников ветеранов Великой Отечественной войны — 1981 : каталог-буклет / ЛОСХ РСФСР. — Л., 1981. — 2000 экз.
- Выставка произведений художников участников Великой Отечественной войны. Май 1983 (живопись, графика, скульптура) : каталог-буклет / ЛОСХ РСФСР. — Л., 1983. — 500 экз.
- Выставка произведений ленинградских художников ветеранов Великой Отечественной войны. Каталог. Ленинград 1986 : каталог-буклет / ЛОСХ РСФСР. — Л., 1986. — 500 экз.
- Выставка произведений художников ветеранов Великой Отечественной войны. Ленинград 1987 : каталог-буклет / ЛОСХ РСФСР. — Л., 1987. — 300 экз.
- Ленинград, история, люди (живопись, скульптура, графика, плакат, дпи, театр) / Буклет выставки. — Автор вступит. ст. Доминов Р.. ЛОСХ. Ленинград, 1988.

#### 90-е годы и далее
- Ленинградские художники. Живопись 1950—1980-х годов. Каталог. — СПб. : Выставочный центр Санкт-Петербургского Союза художников, 1994.
- Этюд в творчестве ленинградских художников. Живопись 1950—1980-х годов. Каталог. — СПб., 1994.
- Лирика в произведениях художников военного поколения. Выставка произведений. Каталог. — СПб., 1995.
- Живопись 1940—1990-х годов. Ленинградская школа. Каталог. — СПб., 1996.
- Натюрморт в живописи 1950—1990-х годов. Ленинградская школа. Каталог. — СПб., 1997.
- Памяти учителя. Выставка петербургских художников — учеников мастерской А. А. Осмёркина. Каталог. — СПб. : Мемориальный музей Н. А. Некрасова, 1997.

#### За рубежом
- РУССКИЕ ХУДОЖНИКИ peinture russe : catalogue / ARCOLE / Etude Gros-Delettrez. — Paris : Drouot Richelieu, 18 Fevrier, 1991.
- РУССКИЕ ХУДОЖНИКИ peinture russe : catalogue / ARCOLE / Etude Gros-Delettrez. — Paris : Drouot Richelieu, 26 Avril, 1991.
- Charmes Russes : catalogue / ARCOLE / Artus-Gridel-Boscher-Flobert. — Paris : Drouot Richelieu, 9 Decembre, 1991. — 64 p.
- ECOLE DE SAINT-PETERSBOURG : catalogue / ARCOLE / Etude Gros-Delettrez. — Paris : Drouot Richelieu, 27 Janvier, 1992.
- ECOLE DE SAINT-PETERSBOURG : catalogue / ARCOLE / Etude Gros-Delettrez. — Paris : Drouot Richelieu, 13 Mars, 1992.
- Peintures Russes — РУССКИЕ ХУДОЖНИКИ : catalogue / s.a. Servarts n.v. / Palais Des Beaux-Arts. — Bruxelles : Servarts s.a., 17 Fevrier, 1993. — 64 p.

### Справочники и монографии
- Справочник членов Ленинградской организации Союза художников РСФСР / Сост.: Л. Л. Адриашенко и др. — Л. : Художник РСФСР, 1980. — 144 с.
- Справочник членов Ленинградской организации Союза художников РСФСР / Сост.: М. О. Клюшкина. — Л. : Художник РСФСР, 1987. — 154 с.
- Художники народов СССР. Биобиблиографический словарь. Том первый. — М. : Искусство, 1970.
- Художники народов СССР. Биобиблиографический словарь. Том второй. — М. : Искусство, 1972.
- Справочник членов Союза художников СССР. Том 1,2. — М. : Советский художник, 1979.
- Художники народов СССР. Биобиблиографический словарь. Том четвёртый. Книга первая. — М. : Искусство, 1983.
- Художники народов СССР. Биобиблиографический словарь. Том 4-й, книга вторая. — СПб. : Гуманитарное агентство Академический проект, 1995.
- Время перемен. Искусство 1960—1985 в Советском Союзе. — СПб. : Государственный Русский музей, 2006.
- Иванов С. Неизвестный соцреализм. Ленинградская школа. — СПб. : НП-Принт, 2007.
- Юбилейный Справочник выпускников Санкт-Петербургского академического института живописи, скульптуры и архитектуры имени И. Е. Репина Российской Академии художеств. 1915—2005. — СПб. : «Первоцвет», 2007.
- Выставки советского изобразительного искусства. Справочник. Т. 1—5. — М. : Советский художник, 1965—1981.
- Страницы памяти. Справочно-биографический сборник. 1941—1945. Художники Санкт-Петербургского (Ленинградского) Союза художников — ветераны Великой Отечественной войны. Кн.1—2. — СПб.: Петрополис, 2014.
- Бахтияров Р. А. Живопись блокадного Ленинграда / Диссертация на соискание учёной степени кандидата искусствоведения / Санкт-Петербург, 2008. — 204 с.

### Книги и статьи
- Дмитренко А. Ф. Зональные (региональные) и республиканские выставки в художественной жизни России 1960—1980-х годов // Время перемен. Искусство 1960—1985 в Советском Союзе. — СПб.: Государственный Русский музей, 2006.
- Корнилов П. Е. Изобразительное искусство Ленинграда в годы Великой Отечественной войны / Звезда.  — Л., 1944. — № 5—6, — С. 93—100.
- Гусев В. А., Леняшин В. А. Ленинградскому изобразительному искусству шестьдесят лет / Изобразительное искусство Ленинграда. Выставка произведений ленинградских художников. — Л.: Художник РСФСР, 1981.